# Adam Masina
Adam Masina (en arabe : آدم ماسينا), né le 2 janvier 1994 à Khouribga (Maroc), est un footballeur international marocain évoluant au poste de latéral gauche au Torino FC.
Issu du club amateur BA.Sca Galliera, il intègre le centre de formation du Bologne FC et fait ses débuts professionnels en 2014. Auteur d'une bonne première saison, il remporte le titre du meilleur joueur de Serie B de la saison 2014-2015. Promu et ayant disputé les trois saisons suivantes en Serie A, il obtient son transfert en 2018 et signe au Watford FC en Premier League, club avec lequel il atteint la finale de la FA Cup en 2019.
Il possède également la nationalité italienne. Après avoir honoré six sélections en équipe d'Italie espoirs entre 2015 et 2017, il finit par opter pour la sélection du Maroc avec laquelle il participe à la Coupe d'Afrique 2021.

## Biographie

### Naissance et jeunesse (1994-2011)
Les parents marocains d'Adam vivent et travaillent à Bologne en Italie lorsque la maman tombe enceinte de Zakaria qui naît à Bologne. Lorsque la mère est enceinte d'Adam, la famille se rend au Maroc pour passer des vacances en visite chez leur famille à Khouribga. C'est lors de ces vacances qu'Adam Zahi (le nom biologique d'Adam Masina) naît à l'hôpital Hassan II de Khouribga.  
Peu après sa naissance, sa mère décède à la suite d'ennuis de santé. Il part ensuite vivre avec son père Mustapha Zahi à Bologne en Italie avec son grand frère Zakaria, à l'âge de trois ans. Mustapha Zahi décide également de faire monter sa sœur en Italie pour s'occuper des enfants pendant une période de six mois. À la suite de problèmes d'alcoolisme, son père est contraint de placer Adam et son grand frère Zakaria dans la maison d'accueil Maranà-tha situé à Bologne, où se regroupent plusieurs familles. Il y loge pendant un an avant d'être adopté par une famille italienne au nom de Masina. Raffaele Masina, stérile, et sa femme ont pour but d'adopter des enfants.
Lorsqu'il a quatre ans, Adam et son grand frère Zakaria s'installent avec leur nouvelle famille dans la commune de Galliera en Italie. Placé d'abord dans une famille d'accueil, sa mère adoptive divorce et quitte le foyer après trois mois, laissant Raffaele, son père adoptif éduquer Adam et Zakaria seul.
En 2001, une assistance sociale intervient en trouvant une solution pour Raffaele Masina et la mère de Raffaele, Teresa, de leur confier Adam et Zakaria. Adam Masina adopte le nom de famille Masina et grandit avec son père adoptif et Teresa, sa grand mère adoptive. Cependant, Raffaele interdit à Adam de voir son père car selon lui, il est violent et boit beaucoup d'alcool. Adam Masina débute le football amateur au Ba.Sca Galliera avant d'intégrer le centre de formation du Bologne FC. Adam Masina passe une grande partie de son adolescence à pratiquer le ski. Son père adoptif est un skieur professionnel ayant participé à des compétitions internationales. Pendant que son frère devient barman, Adam Masina termine ses études et a pour but de devenir footballeur professionnel.
Quant à son père biologique Mustapha Zahi, il retourne vivre au Maroc à El Jadida, se marie et fait deux autres enfants : Yaacoub Zahi (né en 2004) et Ishak Zahi (né en 2006) qui sont les deux demi-frères d'Adam Masina. Cependant, Mustapha Zahi divorce à nouveau.

### Carrière en club

#### Débuts professionnels en Italie (2012-2018)
Âgé de dix-huit ans, il signe en 2012 son premier contrat professionnel au FC Bologne. Le 1er mai 2012, il joue avec l'équipe réserve du FC Bologne jusqu'en juillet, lorsqu'il est prêté pour une saison à l'AC Giacomense, club amateur d'Italie. Attaquant pointe de base, son entraîneur Fabio Gallo l'utilise pour la première fois dans le poste d'arrière latéral gauche. Il y dispute quinze matchs avant de retourner dans l'équipe réserve du FC Bologne. Lors de la saison 2013-14, il est officiellement converti en tant qu'arrière gauche et est régulièrement sur le banc lors des matchs de Série A du FC Bologne.

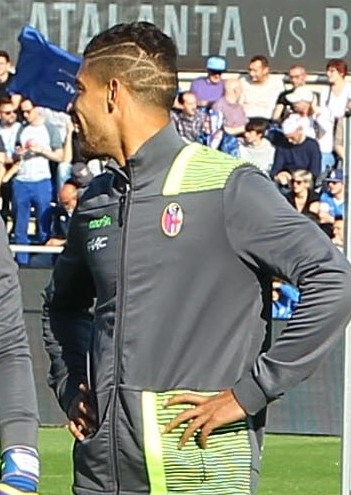
Masina à l'avant match contre l'Atalanta en avril 2017.

Le 12 octobre 2014, il joue son premier match professionnel en Série B avec le Bologne FC face à l'US Latina Calcio, en remplaçant Daniel Bessa à la 79e minute de jeu (victoire 2-1 au Stade Domenico Francioni). À la suite de problèmes physiques du latéral gauche Archimede Morleo, Adam Masina en profite pour être titularisé lors de chaque match de championnat. Il termine la saison à la quatrième place de la Série B. Adam Masina est l'un des principaux protagonistes pour la montée en Série A des Bolognesi lors de la saison 2014-2015, après avoir disputé 28 matchs et marqué 1 but. Il remporte le titre du meilleur joueur de la Série B en Italie, succédant Daniele Rugani. Le 19 juin 2015, il prolonge son contrat avec le club jusqu'en 2019.
Lors de la première journée de championnat de la saison 2015-2016, il est titularisé pour son premier match en Série A, le 22 août 2015 lors d'un match à l'extérieur contre le Lazio Rome (défaite, 2-1). Il marque son premier but en Série A le 24 octobre 2015 face à Carpi FC (victoire, 1-2). Au total, il apparaît 33 fois en tant que titulaire et marque deux buts. Il termine sa dernière saison à la quatorzième place du classement du championnat.

#### Watford FC (2018-2022)
Le 2 juillet 2018, il rejoint le club anglais du Watford FC, qui évolue en Premier League, en échange d'une somme de 5 millions d'euros.
Ayant évolué en tant que doublure lors de la saison 2018-2019, il s'impose une saison plus tard en tant que titulaire en Premier League. Le 1er février 2020, il marque son premier but en Premier League lors d'une défaite de 2-3 contre Everton FC. Il termine la saison à la 19e place du classement du championnat et est relégué en Championship. S'étant blessé lors de son dernier match de la saison contre Arsenal FC, il rate une grande partie du début de saison 2020-2021.
Le 15 décembre 2020, Adam Masina retourne sur le terrain après quatre mois d'absence. Il dispute le haut du classement de la Championship. En mars 2021, il vit la meilleure période de sa carrière après avoir permis à son équipe de remporter deux matchs de suite, notamment celui du 6 mars contre Nottingham Forest FC (victoire, 1-0), ainsi que celui du 13 mars contre Cardiff City FC, où il délivre son équipe à la dernière minute du match sur un coup franc (victoire, 1-2). Le 24 avril, il est officiellement promu en Premier League après une victoire de 1-0 contre le Milwall FC.
Le 8 mai 2021, il remporte le prix individuel du meilleur latéral gauche de Championship de la saison 2020-21. Mis sur le banc pour laisser place à son concurrent Achraf Lazaar contre Swansea City (victoire, 2-0), son équipe bat le record historique de l'équipe ayant encaissé le moins de buts en une saison de Championship (33). Adam Masina termine sa saison avec Watford en tant que vice-champion de la Championship avec six points derrière Norwich City FC. Au total, il dispute 25 matchs dont 24 en championnat et un en Coupe d'Angleterre.
Lors de la présaison 2021-22, il se blesse contre West Bromwich Albion FC à l'occasion d'un match amical disputé le 27 juillet 2021 au Stade de Vicarage Road. Il sort à la 7e minute et est remplacé par James Morris. Le 1er décembre 2021, il se blesse à nouveau contre Chelsea FC et est contraint de céder sa place à Danny Rose à la 12e minute (défaite, 1-2). Il termine la saison 2021-22 à la 19e place de Premier League et est contraint de retourner en Championship. Il comptabilise au total quinze matchs joués dont une passe décisive délivrée. En fin mai 2022, Adam Masina publie sur ses réseaux sociaux un message d'adieu au club, remettant en doute un transfert en fin de saison.

#### Udinese Calcio (2022-2024)
Le 19 juillet 2022, Adam Masina s'engage pour trois saisons à l'Udinese Calcio pour un montant de 5 millions d'euros.
Le 5 août 2022, il dispute son premier match officiel avec l'Udinese Calcio à l'occasion de la première journée de la Coupe d'Italie face à Feralpisalò (victoire, 2-1). Le 13 août 2022, à l'occasion de son premier match de la saison en Serie A, il inscrit un but à la 45e minute face à l'AC Milan sur une passe décisive de Roberto Pereyra (défaite, 4-2). Le 31 août 2022, à l'occasion d'un match de championnat face à l'ACF Fiorentina, il est victime d’une rupture du ligament croisé au genou droit. Opéré le lundi 4 septembre, le Lion de l’Atlas annonce via ses réseaux sociaux manquer la Coupe du monde 2022 avec la sélection marocaine. Après l'opération, les médecins annoncent à Adam Masina une absence d'au moins six mois.
De retour sur les terrains en deuxième partie de saison, Masina retrouve sa place de titulaire et inscrit un but le 8 mai 2023 en championnat contre l'UC Sampdoria. Il termine ainsi la saison à la douzième place du classement de la Serie A.
Le 11 août 2023, il dispute son premier match de la saison 2023-2024 à l'occasion de la Coupe d'Italie contre l'US Catanzaro avant de céder sa place à Axel Guessand à la 66e minute. Au milieu de la saison, en février 2024, il rejoint le Torino FC sous forme de prêt.

#### Torino FC (depuis 2024)
Arrivé le 1re février sous forme de prêt au Torino FC,, il dispute son premier match trois jours plus tard sous la direction de l'entraîneur Ivan Jurić contre l'US Salernitana (match nul, 0-0), avant de faire ses débuts en tant que titulaire, le 16 février contre l'US Lecce (victoire, 2-0).
Le 1re juillet 2024, il s'engage définitivement au Torino FC en signant un contrat de deux saisons, contre un montant d'un million d'euros.

### Carrière en sélection

#### Entre le Maroc et l'Italie
Possédant la double nationalité marocaine et italienne, Adam Masina peut aussi bien jouer pour les Lions de l'Atlas que pour la Squadra Azzura.
En octobre 2015, les entraîneurs Badou Zaki du Maroc et Luigi Di Biagio d'Italie font appel au joueur de 21 ans pour figurer sur les listes définitives. L'entraîneur adjoint Mustapha Hadji prend même son envol vers Bologne pour une rencontre exclusive avec l'italo-marocain. Il refuse à plusieurs reprises les convocations du Maroc et explique n'avoir aucune relation avec le Maroc si ce n'est que son lieu de naissance. Rêvant de porter le maillot bleu de l'équipe d'Italie, il déclare ouvertement sa flamme à l'équipe d'Italie et dit « se sentir 100% Italien ».
En novembre 2015, Adam accepte la convocation de Luigi Di Biagio et dispute ses premiers matchs avec l'équipe d'Italie espoirs. C'est le 17 novembre 2015 qu'il joue son premier match avec les espoirs face à la Lituanie, après avoir remplacé Antonio Barreca à la 66e minute de jeu (victoire 2-0 au Stade Teofilo Patini).

#### Choix définitif: Maroc
Le 18 mars 2021, il figure sur la liste définitive de Vahid Halilhodžić de l'équipe du Maroc pour deux matchs de qualifications à la Coupe d'Afrique 2021 (le 26 mars contre la Mauritanie et le 30 mars contre le Burundi).
Le 26 mars, il est titularisé pour son premier match en équipe du Maroc contre la Mauritanie à Nouakchott à l'occasion des qualifications à la CAN 2022. Il dispute 90 minutes et est l'auteur d'un bon match dans le poste de latéral gauche (match nul, 0-0). Grâce au match nul, le Maroc se qualifie automatiquement à la CAN 2022. Lors de son deuxième match contre le Burundi, il sort du terrain à la 73ème minute à la suite d'une blessure à la cheville. Il est remplacé par Sofyan Amrabat. L'équipe du Maroc termine à la première place de son groupe composée de la Mauritanie, du Burundi et de la République centrafricaine. 
Le 27 mai 2021, à l'occasion de la deuxième trêve internationale de l'an 2021, il est à nouveau sélectionné par Vahid Halilhodžić en équipe du Maroc pour prendre part à deux matchs amicaux contre l'équipe du Ghana (8 juin 2021) et du Burkina Faso (12 juin 2021). Dans les trêves internationales suivantes, Souffian El Karouani est appelé par le sélectionneur pour épauler Adam Masina en tant que doublure dans le poste de latéral gauche.
Le 23 décembre 2021, il figure officiellement dans la liste des 28 joueurs sélectionnés de Vahid Halilhodžić pour la CAN 2022 au Cameroun. Auteur de matchs moyen dans les matchs de poules et en huitièmes de finale face au Malawi, le 30 janvier 2022, à l'occasion des quarts de finale contre l'Égypte, il livre une prestation remarquable en bloquant à plusieurs reprises son adversaire dans son couloir Mohamed Salah. Menant le match sur le score d'un à zéro à la mi-temps, les Egyptiens reviennent au score en inscrivant leur deuxième but en prolongations (défaite, 2-1). Le Maroc est ainsi éliminé de la compétition avec une participation d'Adam Masina qui comptabilise 480 minutes à la CAN 2022.
Le 25 mars 2022,  à l'occasion du match aller des barrages de la Coupe du monde 2022, Adam Masina est titularisé face à la République démocratique du Congo à Kinshasa et permet à son équipe de revenir au score grâce à un long ballon vers Ayoub El Kaabi qui fait une passe décisive à Tarik Tissoudali (match nul, 1-1). Il est remplacé à la 81ème minute par Sofiane Alakouch.
Le 25 mai 2022, il est convoqué pour un match de préparation à la Coupe du monde 2022 face aux États-Unis ainsi que deux autres matchs qualificatifs à la CAN 2023 face à l'Afrique du Sud et au Liberia. Le 1er juin, il débute titulaire en amical face aux États-Unis à Cincinnati et fait l'expérience d'une première grande défaite en sélection (défaite, 3-0),. Le 9 juin, il débute en tant que titulaire à l'occasion du premier match des éliminatoires de la Coupe d'Afrique 2023 face à l'Afrique du Sud et remporte difficilement le match sur le score de 2-1,,. Il est remplacé à la 68ème minute par Yahya Attiat Allah.
Après avoir manqué la Coupe du monde 2022 en novembre à la suite d'une blessure, Adam Masina retourne en sélection marocaine en juin 2023 en faisant partie des deux arrières gauche avec Noussair Mazraoui. Walid Regragui justifie le retour de Masina en révélant en conférence de presse : « Adam Masina est blessé mais il nous a quand même rejoint pour faire connaissance avec l'équipe. ».
N'ayant connu aucune autre convocation sous l'air Regragui, il retourne en sélection durant la trêve internationale de novembre 2024 pour dépanner dans un poste dans la défense centrale du Maroc, qui peine à trouver ses successeurs,.

## Style de jeu
Adam Masina commence le football professionnel en évoluant dans le poste d'attaquant pointe, avant de passer dans le poste de latéral gauche. Possédant une bonne touche technique, il peut également évoluer dans le milieu de terrain et en ailier gauche. Gaucher, il perfore après avoir amélioré son physique lors de son arrivée en Angleterre.
Adam Masina dit être inspiré d'Alessandro Del Piero, lors d'une interview, il cite : "Il était certainement l'un des meilleurs joueurs italiens, si ce n'est que le meilleur de tous les temps. La chose en commun que j'ai avec lui, c'est ce que son football représente : s'amuser mais aussi être humble". Adam Masina finit par rencontrer son idole lorsqu'il sera ramasseur de balle lors d'un match de la Juventus FC face au FC Bologne.
Dans sa position, Adam Masina se tourne vers des joueurs comme Marcelo, Filipe Luís et Aleksandar Kolarov pour apprendre et s'améliorer. Adam Masina dit préférer Andrew Robertson parmi les latéral gauches modernes.

## Statistiques

### Statistiques détaillées
| Saison                | Club                  | Championnat           | Championnat | Championnat | Championnat | Coupe(s) nationale(s) | Coupe(s) nationale(s) | Coupe(s) nationale(s) | Compétition(s) continentale(s) | Compétition(s) continentale(s) | Compétition(s) continentale(s) | Compétition(s) continentale(s) | Maroc | Maroc | Maroc | Total | Total | Total |
| Saison                | Club                  | Division              | M.          | B.          | P.d.        | M.                    | B.                    | P.d.                  | Comp.                          | M.                             | B.                             | P.d.                           | M.    | B.    | P.d.  | M.    | B.    | P.d.  |
| 2014-2015             | Bologne FC            | Serie B               | 25          | 1           | 0           | 3                     | 0                     | 0                     | -                              | -                              | -                              | -                              | -     | -     | -     | 28    | 1     | 0     |
| 2015-2016             | Bologne FC            | Serie A               | 33          | 2           | 3           | 1                     | 0                     | 0                     | -                              | -                              | -                              | -                              | -     | -     | -     | 34    | 2     | 3     |
| 2016-2017             | Bologne FC            | Serie A               | 32          | 1           | 0           | 2                     | 0                     | 1                     | -                              | -                              | -                              | -                              | -     | -     | -     | 34    | 1     | 1     |
| 2017-2018             | Bologne FC            | Serie A               | 35          | 0           | 1           | 1                     | 0                     | 0                     | -                              | -                              | -                              | -                              | -     | -     | -     | 36    | 0     | 1     |
| Sous-total            | Sous-total            | Sous-total            | 125         | 4           | 4           | 7                     | 1                     | 0                     | -                              | -                              | -                              | -                              | -     | -     | -     | 132   | 5     | 4     |
| 2018-2019             | Watford FC            | Premier League        | 14          | 0           | 1           | 6                     | 0                     | 2                     | -                              | -                              | -                              | -                              | -     | -     | -     | 20    | 0     | 3     |
| 2019-2020             | Watford FC            | Premier League        | 26          | 1           | 0           | 2                     | 0                     | 0                     | -                              | -                              | -                              | -                              | -     | -     | -     | 28    | 1     | 0     |
| 2020-2021             | Watford FC            | Championship          | 25          | 2           | 0           | 1                     | 0                     | 0                     | -                              | -                              | -                              | -                              | 2     | 0     | 0     | 28    | 2     | 0     |
| 2021-2022             | Watford FC            | Premier League        | 15          | 0           | 0           | 1                     | 0                     | 0                     | -                              | -                              | -                              | -                              | 14    | 0     | 1     | 30    | 0     | 1     |
| Sous-total            | Sous-total            | Sous-total            | 80          | 3           | 1           | 10                    | 0                     | 2                     | -                              | -                              | -                              | -                              | 16    | 0     | 1     | 106   | 3     | 4     |
| 2022-2023             | Udinese Calcio        | Serie A               | 14          | 2           | 0           | 1                     | 0                     | 0                     | -                              | -                              | -                              | -                              | -     | -     | -     | 15    | 2     | 0     |
| 2023-2024             | Udinese Calcio        | Serie A               | 4           | 0           | 0           | 1                     | 0                     | 0                     | -                              | -                              | -                              | -                              | -     | -     | -     | 5     | 0     | 0     |
| Sous-total            | Sous-total            | Sous-total            | 18          | 2           | 0           | 2                     | 0                     | 0                     | -                              | -                              | -                              | -                              | -     | -     | -     | 20    | 2     | 0     |
| 2023-2024             | Torino FC (prêt)      | Serie A               | 16          | 0           | 0           | -                     | -                     | -                     | -                              | -                              | -                              | -                              | -     | -     | -     | 16    | 0     | 0     |
| 2024-2025             | Torino FC             | Serie A               | 10          | 0           | 2           | 1                     | 0                     | 0                     | -                              | -                              | -                              | -                              | -     | -     | -     | 11    | 0     | 2     |
| Sous-total            | Sous-total            | Sous-total            | 26          | 0           | 2           | 1                     | 0                     | 0                     | -                              | 0                              | 0                              | 0                              | 0     | 0     | 0     | 27    | 0     | 2     |
| Total sur la carrière | Total sur la carrière | Total sur la carrière | 249         | 9           | 7           | 20                    | 1                     | 2                     | -                              | 0                              | 0                              | 0                              | 16    | 0     | 1     | 285   | 10    | 10    |

### En sélection italienne
Le tableau suivant liste les rencontres de l'équipe d'Italie des catégories des jeunes dans lesquelles Adam Masina a été sélectionné du 17 novembre 2015 au 27 mars 2017.
| Catégorie      | Date             | Lieu                    | Adversaire | Résultat | Minutes | Compétition                          | Buts | Passes | Capitaine | Club       |
| -------------- | ---------------- | ----------------------- | ---------- | -------- | ------- | ------------------------------------ | ---- | ------ | --------- | ---------- |
| Italie espoirs | 17 novembre 2015 | Stade Teofilo Patini    | Lituanie   | 2 – 0    | 24 min  | Éliminatoires de l'Euro espoirs 2017 | 0    | 0      | Non       | Bologne FC |
| Italie espoirs | 29 mars 2016     | Estadi Vella            | Andorre    | 0 – 1    | 90 min  | Éliminatoires de l'Euro espoirs 2017 | 0    | 0      | Non       | Bologne FC |
| Italie espoirs | 2 juin 2016      | Stade Pier-Luigi-Penzo  | France     | 0 – 1    | 20 min  | Match amical                         | 0    | 0      | Non       | Bologne FC |
| Italie espoirs | 14 novembre 2016 | Stade Atleti Azzurri    | Danemark   | 0 – 0    | 73 min  | Match amical                         | 0    | 0      | Non       | Bologne FC |
| Italie espoirs | 23 mars 2017     | Stade Józef-Piłsudski   | Pologne    | 1 – 2    | 16 min  | Match amical                         | 0    | 0      | Non       | Bologne FC |
| Italie espoirs | 27 mars 2017     | Stade olympique de Rome | Espagne    | 1 – 2    | 85 min  | Match amical                         | 0    | 0      | Non       | Bologne FC |

## Palmarès
Formé à Bologne FC en 2014, il remporte en 2015 le titre du meilleur joueur de Serie B de la saison. En 2018, il est transféré à Watford FC en Angleterre, club avec lequel il atteint la finale de la FA Cup en 2019 face à Manchester City FC (victoire, 1-0). En 2021, il réalise de prestations remarquables dans le courant de la saison, est vice-champion de la Championship et figure dans l'équipe-type de la saison de la D2 anglaise.
| Watford FC :                                                        | Distinctions personnelles |
| ------------------------------------------------------------------- | --- |
| - FA Cup : - Finaliste : 2019 - Championship - Vice-champion : 2021 | - 2015 : Meilleur joueur de la Serie B de la saison 2014-2015 - 2021 : Dans l'équipe type de la Championship de la saison 2020-2021 |